# A Windows Vista újdonságai
A Windows Vista (korábbi kódnevén Longhorn) számos újdonságot tartalmaz a korábbi Microsoft Windows-verziókhoz képest, az operációs rendszer szinte minden területén.
Ez a szócikk főleg a nem informatikai érdeklődésű felhasználók számára érdekes újdonságokkal foglalkozik. A Windows Vista technológiai újdonságai tárgyalja a technológiai újdonságokat, A Windows Vista biztonsági újdonságai pedig a Windows Vista biztonsági fejlesztéseit. A Windows Vista menedzseléssel kapcsolatos újdonságai szócikkben találhatók a Vista rendszerek menedzselésével, adminisztrálásával kapcsolatos újdonságok.

## Shell és felhasználói felület

### Windows Aero
A Windows Vista prémium kiadásai tartalmaznak egy újratervezett felhasználói felületet, a Windows Aerót. Ennek neve egy angol betűszóból származik: Authentic (eredeti), Energetic (erőteljes), Reflective (tükröződő) és Open (nyitott). A tervezők szándékai szerint az Aero áttekinthetőbb, egyben esztétikusabb a korábbi Windows-verziók grafikus felületénél. Áttűnések, animáló ablakok, előnézeti képek és egyéb grafikus cicomák jellemzik az új generációs felületet, ami alaposan igénybe veszi a hardvert is. A Windows Aero tartalmaz egy új, kissé megnövelt méretű rendszer-betűtípust (Segoe UI), átrajzolták benne a varázslók kinézetét, megváltoztatták a legtöbb párbeszédablak és beállítási lehetőség hangvételét és szövegezését.
A Windows Aero stíluson kívül a Windows Vista tartalmaz egy „Windows Vista Basic” témát is, ami nem használja az új ablakkezelőt, a Desktop Window Managert, így alacsonyabb teljesítményű gépeken is elfut, továbbá a „Klasszikus Windows” témát, ami hasonló a Windows 2000 és Windows XP klasszikus témájához. A Windows Aero nem hozzáférhető a Windows Vista Home Basic és a Starter kiadásokban, bár maga a Desktop Window Manager része a Windows Vista Home Basic-nek.

### Windows Intéző

#### Elrendezés és vizualizáció
Az Intéző „Gyakori feladatok” paneljét megszüntették, a megfelelő opciókat az eszköztárba integrálták. Bal oldalon a „Kedvenc hivatkozások” panelon helyezték el a gyakran használt mappákat, és a „Keresések” mappába előre definiáltak néhány keresési opciót. A fájlok és mappák megtekintésére hét különböző nézet áll rendelkezésre, név szerint a Lista, Részletek, Kis ikonok, Közepes ikonok, Nagy ikonok, Extra nagy ikonok és a Mozaik nézet. A fájlokon és mappákon végezhető műveleteket, mint a Kivágás, Másolás, Beillesztés, Visszavonás, Mégis és Az összes kijelölése beépítették egy legördülő menübe, ami megjelenik a Rendezés gombra való kattintáskor. Valamelyest az Intéző ablak elrendezése is változtatható a Rendezés gombbal.
Ki lehet választani, hogy meg akarjuk-e jeleníteni a következő grafikus elemeket: Menüsor, Keresések, Betekintő ablaktábla, Részletek ablaktábla, Navigációs ablak.
A dokumentumok tulajdonságai elérhetők a Rendezés → Tulajdonságok menüből, ahol a Részletek menüben hozzá lehet adni metaadatokat (mint például tárgy vagy szerző) egy dokumentumhoz. Ezek a metaadatok szintén megtalálhatók (és szerkeszthetők) a képernyő alján a Részletek ablaktáblában. A Navigációs ablak tartalmazza a gyakran elért mappák listáját (a „Kedvenc hivatkozásokat”) a gyors elérés céljára. Mutathatja az egész merevlemez mappabeosztását, vagy csak annak egy részhalmazát. Tartalmazhat valódi mappákat és virtuális mappákat egyaránt. Alaphelyzetben hivatkozásokat tartalmaz például a Dokumentumok mappára, a Megosztási mappákra (Windows Live Messenger) és a virtuális mappákra, amelyek különböző kereséseket, például a közelmúltban módosított fájlok listáját tartalmazzák.

#### Ikonok
A Windows Vista ikonjai vizuálisan inkább realisztikusak, mint illusztratívak. Az ikonok akár 256×256 (64 KB) méretig skálázhatók. A kötelező ikonméretek a 16×16, 32×32 és a 256×256. Az opcionális méretek a 24×24, 48×48, 64×64, 96×96 és 128×128. A dokumentumok ikonjai részletet mutatnak a dokumentumok tényleges tartalmából. Az ikonok lépcsőzetesen nagyíthatók és kicsinyíthetők egy csúszkával, vagy a Ctrl gomb és az egér görgőjével. A nagyméretű ikonok optimalizálása és az általuk elfoglalt tárhely csökkentése érdekében tömörített PNG fájlként is tárolhatók. A korábbi Windowsokkal való kompatibilitás fenntartása miatt csak az új, nagyméretű ikonok használhatják a veszteségmentes PNG tömörítést.

#### Szervezés és metaadatok
A Windows Intéző számottevő változásokon ment keresztül a Windows korábbi változataihoz képest. Megváltozott az elemek szervezésének módja, a köztük való navigálás, a szűrés, rendezés, csoportosítás.
Az integrált asztali keresővel kombinált Intéző néhány új lehetőséget nyújt a felhasználóknak a fájljaik kereséséhez és szervezéséhez. Egy ilyen új lehetőség a „Halmozás” (Stacks), ami a felhasználó által megadott kritériumok alapján rendezi csoportokba a fájlokat. Az egyes halmokra kattintva kijelzi a benne lévő fájlok számát, együttes méretét. Az Intéző automatikusan frissíti a halmokat, ha például közben fájlokat neveznek át, törölnek, másolnak.
A Részletek ablaktáblában meg lehet változtatni egyes szöveges metaadatokat, mint például 'cím' vagy 'szerző' azon fájltípusoknál, amik ezt támogatják. Egy újfajta metaadatot is bevezettek, a címkét (tag), aminek segítségével a felhasználók kulcsszavakkal jellemezhetik a dokumentumokat a könnyebb kategorizálás és kereshetőség céljából. Egyes fájlok támogatják a 'nyílt metaadatokat' (open metadata), azaz a felhasználók új metaadat-típusokat definiálhatnak ezekhez a fájlokhoz. A gyári Windows Vista a Microsoft Office dokumentumai mellett a legtöbb hang-, kép- és videoformátumot támogatja. A többi fájltípus esetében Intéző-kiegészítések (shell extensions) írásával ki lehet bővíteni a Vista képességeit. A Windows korábbi verzióitól eltérően a metaadatokat a fájlon belül tárolja, így az mindig a fájllal együtt marad például másoláskor is. Kezdetben azonban a felhasználók csak néhány fájltípushoz tudnak metaadatokat rendelni.

#### Fájlműveletek
A Windows Vistában fájlok másolásakor vagy mozgatásakor a Windows Intéző kijelzi a teljes forrás- és célútvonalat, az elemek számát és méretét, valamint az átvitel sebességét megabájt/másodpercben (MB/s). Ha konfliktus vagy hiba történik, nem szakítja meg automatikusan a másolási vagy mozgatási műveletet. Ehelyett a problémás fájlt kihagyja, és a többi fájllal folytatja tovább. A művelet végén a hibákat jelzi a felhasználónak a lehetséges megoldási lehetőségekkel. Ha két fájl neve megegyezik, lehetőség van a fájl átnevezésére; korábbi Windows-változatokban csak a felülírás és a művelet megszakítása között lehetett választani. Lehetőség van arra is, hogy a felhasználó ugyanazt a döntést automatikusan meghozza a későbbi problémás eseteknél.
Fájl átnevezésekor (akkor is, ha egyébként a kiterjesztések elrejtése nincsen bekapcsolva) az Intéző csak a fájlnév átírását ajánlja fel, a kiterjesztést nem jelöli ki.
Ha egy fájl használatban van, vagy egy másik alkalmazás zárolta, a Windows Intéző javasolja a felhasználónak, hogy zárja be a problémás alkalmazást és próbálja meg újra a fájlműveletet. Egy új API interface-t – IFileIsInUse – is bevezettek, ami a fejlesztők számára lehetőséget nyújt arra, hogy egy adott fájlt nyitva tartó alkalmazás főablakára váltsák a fókuszt, vagy egyszerűen kényszerítetten bezárják a fájlt „A fájl használatban van” párbeszédablakból. Ezt a Windows Intéző lehetővé is teszi a hívást támogató programok esetében.

### Start menü
A Windows Vista Start menüje számos változáson ment át. Ezek közül a legnagyobb a „Keresés” szövegbeviteli mező hozzáadása, amiben a felhasználók azonnal elkezdhetnek gépelni. A globális keresési indexek mellett maga a Start menü is indexelt és kereshető. Ha az indexelés be van kapcsolva, a keresés már a gépelés közben kijelzi a találatokat. Így a Start menü egy gyors és hatékony alkalmazás-indítópultként is tekinthető. A Start menü keresési mezője magába foglalja a korábbi Windows változatok „Futtatás” (Run) parancsát is; bármilyen parancs nevét szimplán beírva le fog futni (akinek a régi felület jobban tetszett, a „Futtatás” parancsot hozzáadhatja a Start menü jobb oldali oszlopához).
Másik nagy változás, hogy a Vista Start menüjében a „Minden program” (All programs) menüt nem vízszintes irányban kinyíló, akár az egész képernyőt elfoglaló listaként jelenik meg, hanem fix méretű beágyazott mappa nézetben. Az almappák és az elemek listája egy egérkattintásra lefelé kibomlik, az Intézőhöz hasonló fa-nézetben, a legalul található „Vissza” feliratra kattintva lehet visszacsukni. A sima elemek a nézet tetején, a mappák alattuk jelenítődnek meg. Az egeret egy mappa fölé mozgatva nem nyitja ki, csak rákattintás után. Az új nézet korlátja, hogy a „Minden program” almappái nem nyithatók meg egyszerűen kereséssel vagy dupla kattintással. Továbbá, sok alkalmazás telepítése után függőleges gördítősáv jelenik meg a két oszlop között.
Egy dinamikusan változó ikon található a Start menü jobb felső sarkában, ami alaphelyzetben a felhasználói fiókhoz tartozó képet mutatja. Az egeret elmozdítva mindig az egérmutató alatt található ikon tartalmát tükrözi. A kikapcsológomb működését a Vezérlőpultban, az Energiagazdálkodási lehetőség (Power options) menüben lehet beállítani. A lakat ikonra kattintva gyorsan zárolni lehet a számítógépet. A Zárolás gomb melletti almenüben egyéb áramellátással és a felhasználóval kapcsolatos feladatokat lehet végrehajtani (felhasználóváltás, kijelentkezés, zárolás, újraindítás, alvó állapot, hibernálás, leállítás).
A Windows XP-hez hasonlóan a Vistában is lehetőség van a Windows XP-t megelőző, „Klasszikus Start menüt” beállítani. Ez azonban nem tartalmazza az új „Keresés” lehetőséget.

### Alapértelmezett programok
A korábbi Windows-változatokban gyakori probléma volt, hogy egyes alkalmazások egymással versengve, saját felhasználói felületükön keresztül próbálták hozzárendelni magukat egyes fájltípusok alapértelmezett megnyitóiként. A Beállításjegyzékben ez az információ számítógépenkénti beállításként volt jelen, így ha a számítógép egy felhasználója megváltoztatta valamelyiket, a többi felhasználó számára is megváltoztak; az alkalmazások pedig kénytelenek voltak számos különböző registry-értéket ellenőrizni induláskor. A Windows Vistától kezdve a fájltípus-hozzárendelések és a protokoll-kezelők (protocol handlers) felhasználónként állíthatók az új Default Programs (alapértelmezett programok) API-n  keresztül, tehát akár minden felhasználónak más program nyílhat meg egy adott fájltípus kezelésére vagy feladat ellátására. Egy API-híváson keresztül elérhető a közös felhasználói felület a fájltípusok beállítására, így a programokhoz nem kell erre saját felhasználói felületet írni. A Default Programs API-n keresztül le lehet kérdezni vagy vissza lehet állítani egyes vagy valamennyi alapértelmezett program-beállítást, el lehet indítani a Default Programs felhasználói felületet, vagy a felhasználó valamennyi egyedi beállítását is törölni lehet. Az alkalmazásoknak elegendő telepítéskor regisztrálniuk magukat a Default Programs-ba.

### Windows Flip és Flip 3D
A Vista Premium Ready szinten álló PC-ken az Alt+Tab gombokkal az alkalmazások között történő váltás során nem csak a program ikonja, hanem a program képernyőjének előnézete jelenik meg. Ráadásként a Windows Flip 3D az összes nyitott ablak tartalmát egyidőben megmutatja, az egér görgőjével lehet váltani közöttük. A Window Flip 3D-t a Win+Tab gyorsbillentyűvel lehet kikapcsolni, a Ctrl+Win+Tab-bal bekapcsolni, és a Shift+Win+Tab billentyűkkel megfordítani az ablakok váltakozásának irányát. A tálcán az ablakok gombjai fölött tartva az egérmutatót az ablakok bélyegképeit mutatja.

### Egyéb shell-továbbfejlesztések
- Lehetséges felhasználónként nyelveket telepíteni/választani a felhasználói felület nyelvei között. Az angolon kívül arab, francia, német, japán és spanyol nyelvekből lehet választani, kizárólag az Enterprise és az Ultimate kiadásokban.
- A háttérkép lehet JPEG formátumú a már nem támogatott Active Desktop használata nélkül is.[4] A háttérkép beállításakor a képek arányai nem torzulnak el.

- Egy új funkció (korábbi változatok) segítségével bármely fájl visszaállítható korábbi állapotára a fájl „tulajdonságok” menüjéből. Erre a Windows Server 2003-ban bevezetett árnyékmásolatok technológiáját használja fel.

### Windows Kereső
A Windows Vista rendszerszintű integrált keresővel rendelkezik, a funkció neve „Azonnali keresés” (vagy „Windows Kereső”). Az Azonnali keresés funkció célja, hogy lényegesen gyorsabb, sokrétűbb legyen a Windows XP beépített keresőjénél. Keresődobozokat helyeztek el az Intézőben többhelyütt, a Start menüben, a megnyitási/mentési párbeszédablakokban és számos beépített Vista alkalmazásban is. Alapértelmezett állapotában az Azonnali keresés csak néhány mappát indexel, mint a start menü, az utoljára megnyitott dokumentumok listája és a felhasználó levelei. A fájlok keresésén túl a kereső a beépített Súgóban, a Vezérlőpultban, a Hálózati kapcsolatokban stb. is keres. A Vezérlőpultban például a „tűzfal” szöveg beírására azonnal visszaadja az összes vezérlőpulti alkalmazást, ami a tűzfallal kapcsolatos.
A keresőmotor indexet készít, hogy gyorsabban megjeleníthesse a keresés eredményét. A speciális keresési beállításokban kiválasztható  a keresett fájl típusa, hogy a teljes tartalmat vagy csak a tulajdonságokat indexelje-e. A keresés a Start menüben a korábbi Windows-változatok Futtatás menüjét is kiváltja. A keresési platfom a Microsoft Windows Asztali keresőjének 3.0-s változatára épül, lehetővé téve külső cégek számára hogy saját metaadatokat tároljanak a platform felhasználásával. A Vista keresője lehetővé teszi, hogy szűrők hozzáadásával fokozatosan finomítsunk a keresési eredményeken. Lehetséges RSS és Atom feedek között is keresni, közvetlenül a Windows Intézőből. Az intézőből történő keresés az IFilters technológiát használja, mint a Windows Asztali keresője, aminek API-ján keresztül bővíteni lehet a kereső képességeit.
Lehetőség van a keresések eredményének virtuális, keresési mappába történő elmentésére, ahol a mappa megnyitása egy adott keresést fog automatikusan végrehajtani, és az eredményt normális mappaként megjeleníteni. A keresési mappa tulajdonképpen egy XML állomány, ami a keresőkérdést tartalmazza. A Windows Vista támogatja a keresések összetételét, ahol egy elmentett keresés (scope) beágyazható egy másik keresés lekérdezésébe. Ezek a virtuális mappák RSS fájlformátumban is terjeszthetők.
A Vista képes fejlett fájltartalom-keresést is végrehajtani a nem indexelt helyeken, ugyanazokkal a képességekkel (csak lassabban), mint az indexelt keresés.

### Windows oldalsáv
A Windows oldalsáv egy hosszú függőleges sáv, amely az asztal oldalán jelenik meg. Az oldalsáv miniprogramokat, úgynevezett minialkalmazásokat tartalmaz, amelyek pillanatok alatt megadják a szükséges információkat és egyszerű hozzáférést biztosítanak a gyakran használt eszközökhöz. A minialkalmazások használhatók például egy diavetítés megjelenítésére, folyamatosan frissített hírek megtekintésére vagy partnerek keresésére.

## Új vagy frissített alkalmazások
- A Windows Mail váltja fel az Outlook Expresst, a korábbi Windows-verziókba épített levelezőklienst. Van benne adathalászat-szűrő, mint az IE7-ben, továbbá a spamek ellen Bayes-szűrők, amiket havonta frissít a Windows Update-en keresztül. Az e-maileket a Windows Mail külön-külön fájlokban tárolja, mert így könnyebb megoldani a keresést köztük, illetve a korábbi megoldás, amikor egy bináris adatbázisban tárolta a leveleket, gyakran a levelek sérüléséhez vezetett. A levelek, fiókinformációk, beállítások elmentése és visszaállítása is egyszerűbb lett. Néhány az Outlook Expressben még létező funkciót kivettek a programból, mint például a „Feladó tiltása” a Useneten. A Windows Mailt magát is lecserélni tervezni a Microsoft a Windows Live Mailre.

### Windows Internet Explorer 7
Az Internet Explorer 7 a Vista-hoz tervezett új böngésző. Elődjétől sokban különbözik. Többek között ez már Windows Internet Explorer néven fut (WIE) míg a régebbi verziók Microsoft Internet Explorer (MSIE), a kinézete gyökeresen megváltozott, bevezették a lapfüles böngészést.

## Lásd még
- A Microsoft Windows története
- Windows Server 2008

## Fordítás
- Ez a szócikk részben vagy egészben  a   Features new to Windows Vista című angol Wikipédia-szócikk ezen változatának fordításán alapul.  Az eredeti cikk szerkesztőit annak laptörténete sorolja fel. Ez a jelzés csupán a megfogalmazás eredetét és a szerzői jogokat jelzi, nem szolgál a cikkben szereplő információk forrásmegjelöléseként.